# Zagajdzie
Zagajdzie – wieś w Polsce położona w województwie lubelskim, w powiecie opolskim, w gminie Karczmiska.
W latach 1975–1998 miejscowość administracyjnie należała do województwa lubelskiego.
Wieś stanowi sołectwo w gminie Karczmiska. Według Narodowego Spisu Powszechnego z roku 2011 wieś liczyła 99 mieszkańców.
Wierni Kościoła rzymskokatolickiego należą do parafii św. Floriana i św. Urszuli w Wilkowie.

## Historia
Miejscowość powstała na przełomie XIX i XX wieku. Występuje na mapie powiatu nowo-aleksandryjskiego Bazewicza z 1907 roku, w tym czasie należała do gminy Rogów i parafii Wilków. Nazwę zapisywano również jako Zagajne. Według spisu powszechnego z roku 1921 było tu 31 domów i 191 mieszkańców.